# Eusthenodon
L'eustenodonte (gen. Eusthenodon) è un pesce osseo estinto, appartenente ai tetrapodomorfi. Visse nel Devoniano superiore (circa 375-365 milioni di anni fa) e i suoi resti fossili sono stati ritrovati in Groenlandia, Russia, Australia, Sudafrica e Belgio.

## Descrizione
Questo animale doveva essere molto simile al ben noto Eusthenopteron, ma le dimensioni erano molto maggiori. Si stima che Eusthenodon potesse raggiungere e forse superare i 2,5 metri di lunghezza. Come Eusthenopteron, anche Eusthenodon doveva possedere un corpo robusto ma slanciato, con due pinne dorsali arretrate, una pinna caudale tripartita e robuste pinne pettorali lobate. Rispetto agli altri animali simili, Eusthenodon era dotato di un cranio più largo. Altre caratteristiche che lo differenziavano erano date dalle ossa pineali a forma di goccia e situate ben dietro l'orbita, un processo posteriore dell'osso sopraorbitale posteriore molto più lungo del margine dell'orbita, ossa estrascapolari laterali ben separate anteriormente, osso mascellare profondo anteriormente e ornamentazione costituita da un reticolo di creste. Erano inoltre presenti un paio di zanne sull'osso dentale e un grande dente nella parte anteriore della premascella. 

## Classificazione
Eusthenodon venne descritto per la prima volta da Jarvik nel 1952, sulla base di fossili ritrovati in Groenlandia; la specie tipo è E. waengsjoei. Altri fossili vennero trovati in seguito in Russia, Sudafrica, Belgio e Australia (dove venne rinvenuta la specie E. gavini).
Eusthenodon fa parte dei Tristichopteridae, un gruppo di pesci ripidisti vicini all'origine dei tetrapodi. In particolare, Eusthenodon sembrerebbe essere una delle forme più derivate di tristicotteridi, affine a Eusthenopteron, Hyneria e Mandageria.

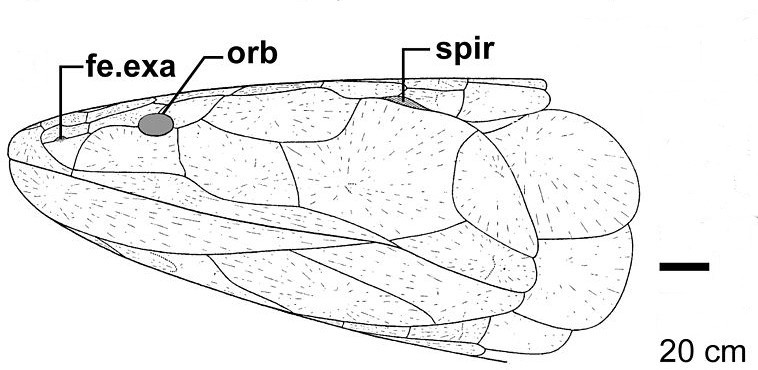
Cranio di Eusthenodon waengsjoei

## Paleobiologia
Come tutti i tristicotteridi, anche Eusthenodon doveva essere un predatore formidabile, potente e veloce. È probabile che catturasse le sue prede con movimenti repentini e che stesse in agguato, piuttosto che inseguire a lungo la preda.